# Sinfonia em Branco, N.º2: A Pequena Rapariga Branca
Sinfonia em Branco, N.º2: A Pequena Rapariga Branca (em inglês: Symphony in White, No. 2, também conhecida como The Little White Girl, é uma pintura do artista norte-americano James McNeill Whistler. O trabalho mostra uma mulher posicionada de lado junto a uma lareira, com um espelho por cima. A mulher tem na mão um leque, e veste um vestido branco. O modelo é Joanna Hiffernan, a amante do artista. Apesar de a pintura se chamar inicialmente The Little White Girl, mais tarde Whistler começou a designá-la por Symphony in White, No. 2.  Ao referir-se ao seu trabalho de uma forma abstracta, ele tinha a intenção de dar ênfase à sua filosofia da "arte pela arte". Nesta pintura, Heffernan usa um anel no seu dedo direito, embora ela não fosse casada com o artista. Através deste imagem religiosa, Whistler destaca a filosofia estética que é a base do seu trabalho.
Whistler criou a pintura no Inverno de 1864, que foi exposta na Academia Real Inglesa no ano seguinte. A moldura original continha um poema escrito pelo amigo de Whistler, Algernon Charles Swinburne –  Before the Mirror (Perante o Espelho) – escrito em papel dourado. O poema foi inspirado pela pintura, e para Whistler este gesto demonstrou que as artes visuais não precisam de estar subordinadas à literatura. Apesar de serem poucas as explicações para o significado e simbolismo da pintura, os críticos encontraram alusões ao trabalho de Ingres, tal como a elementos orientais típicos do popular Japonismo.

## Artista e modelo
James Abbott McNeill Whistler nasceu nos Estados Unidos em 1834, filho de George Washington Whistler, um engenheiro ferroviário. Em 1843, o seu pai foi trabalhar para São Petersburgo, Rússia, para onde levou família, e onde James frequentou aulas de pintura. Depois de um tempo em Inglaterra, James voltou ao Estados Unidos para cumprir o serviço militar em West Point em 1851. Em 1855, regressou à Europa determinado a dedicar-se à pintura. Foi viver para Paris, mas em 1859 mudou-se para Londres, onde permaneceria o resto da sua vida. Ali conheceu Dante Gabriel Rossetti e outros membros da Irmandade Pré-Rafaelita, os quais teriam uma profunda influência em Whistler.
É em Londres que Whistler conhece Joanna Hiffernan, o modelo que tornar-se-ia sua amante. A sua relação é descrita como um "casamento sem benefício do clero." Em 1861, Whistler já tinha utilizado Joanna como modelo em outras pinturas. Em Wapping, pintado entre 1860 e 1864, Hiffernan (segundo Whistler) pintou uma prostituta. O precursor de The Little White Girl foi uma pintura criada no Inverno de 1861–62, chamado de The White Girl mais tarde designado por Symphony in White, No. 1. Hiffernan terá tido uma forte influência em Whistler; o seu cunhado, Francis Seymour Haden recusou um convite para jantar no Inverno de 1863–64 devido à sua presença muito dominante em casa.

## História da pintura e poema de Swinburne
Whistler pintou The Little White Girl em 1864, com Hiffernan como modelo. Em 1865, a pintura foi exposta durante a exibição de Verão da Academia Real Inglesa; Whistler tinha oferecido The White Girl para a exibição de 1862, mas foi rejeitada. Os críticos ingleses não ficaram muito impressionados com a pintura; um em particular chegou mesmo a chamá-la de "bizarra", enquanto outro a definiu como "acinzentada, no geral". Em 1900, contudo, foi uma das pinturas que Whistler submeteu à Exposição Universal em Paris, onde ganhou um prémio pelas pinturas. O primeiro proprietário da pintura foi o fabricante de papel de parede John Gerald Potter, um amigo e patrono de. Em 1893, passou para as mãos de Arthur Studd, que o entregou à National Gallery em 1919. Em 1951, foi transferido para a Tate Gallery.
Em 1862, Whistler conheceu o poeta inglês Algernon Charles Swinburne, de quem ficou muito amigo. A relação entre dois beneficiava ambos. Inspirado por Little White Girl, Swinburne escreveu um poema com o título Before the Mirror. Antes de a pintura ser exibida na Academia Real, Whistler aplicou o poema, escrito numa folha de ouro, na moldura. a ideia de decorar a moldura de uma pintura com um poema foi uma ideia que Whistler foi buscar a Rossetti, que também tinha colado um papel dourado com um dos seus poemas à moldura da sua pintura The Girlhood of Mary, de 1849. Para Whistler, este poema sublinhava a sua ideia da natureza autónoma da pintura como meio. Mostrava que os pintores eram mais do que meros ilustradores, e que a arte visual  podia ser uma inspiração para a poesia, e não apenas em sentido contrário.
Na época, circulou uma ideia errada de que a pintura tinha sido inspirada no poema de Swinburne. Numa carta enviada a um jornal, Whistler recusou esta ideia, mostrando, ao mesmo tempo, respeito pelo trabalho de Swinburne; "aquelas linhas" escreveu, "só forsm escritas, no meu estúdio, depois de terminar a pintura. E a sua escrita foi um raro e amável tributo do poeta ao pintor – uma nobre reconhecimento do trabalho pela produção de um ainda mais nobre." Swinburne retribuiu o cumprimento: "...seja qual for o mérito que a minha canção possa ter, não é tão bela, nem sensível no seu significado, na sua especial execução e delicada força, como o retrato de Whistler..."

## Composição e interpretação
Whistler, em particular na parte final da sua carreira, meditou sobre o seu trabalho concluindo que elas deviam de conter algum significado para além do que podia ser observado directamente na tela. Ele é conhecido por ser o proponente principal da filosofia a "arte pela arte".. Whistler deve desenvolvimento desta filosofia a Swinburne, que a apresentou pela primeira vez no seu livro de 1868, William Blake: a Critical Essay. Mais tarde, Whistler começou a referir-se a The Little White Girl como Symphony in White, No. 2. Por uma analogia musical, ele deu mais ênfase à sua filosofia dizendo que a composição era a coisa central, não o assunto.
Um dos elementos mais notáveis da pintura é o anel no dedo do modelo. Pousado na cornija, torna-se um ponto central da composição. O anel era um elemento do qual Whistler estava consciente; não estava presente em The White Girl. Embora ele e Hiffernan não fossem casados, o anel mostra um desenvolvimento na sua forma de a representar na sua arte; de prostituta em Wapping, a amante em The White Girl, e finalmente uma esposa em The Little White Girl. Ao mesmo tempo, esta evolução reflectia a noção de Whistler sobre o seu posicionamento na arte inglesa: a caminho de uma maior legitimidade. O anel é, também, uma alusão ao sacramento cristão do casamento, o qual atribui um aspecto religioso à estética que ele e Swinburne estavam a tentar desenvolver.
Em The Little White Girl, Whistler distancia-se do realismo do pintor francês Gustave Courbet que, anteriormente, tinha tido uma forte influência em si. A pintura contrasta as suas figuras suaves e arredondadas com formas geométricas duras, utilizando "pinceladas enérgicas, transparentes e densas." São vários os artistas e estilos que têm sido apontados como inspirações para The Little White Girl. A pintura tem sido comparada ao trabalho de Ingres. Apesar do estilo de pintura de Whistler ser diferente à da de Ingres em vários aspectos, ele era um admirador do artista francês, e foi inspirado pelo seu trabalho. O leque na mão do modelo e o vaso em cima da cornija]são elementos orientais, e expressões do Japonismo em voga na arte europeia na época. Para além destes pormenores, não há muitas pistas para o observador, e a pintura convida a uma variedade de interpretações individuais. Uma análise contemporânea no jornal The Times dizia que "o pensamento e a paixão encontram-se sob a superfície dos elementos simples, dando-lhes uma atracção indefinida." O crítico de arte Hilton Kramer vê nos retratos de Whistler um charme e uma combinação de habilidades artesanais e de observação que estão em falta nas suas paisagens mais radicais.